# Eldsberga socken
Eldsberga socken i Halland ingick i Tönnersjö härad, ingår sedan 1974 i Halmstads kommun i Hallands län och motsvarar från 2016 Eldsberga distrikt.
Socknens areal är 50,18 kvadratkilometer, varav 49,69 land. År 2000 hade Eldberga socken 2 005 invånare. Tätorten Gullbranna samt tätorten Eldsberga med sockenkyrkan Eldsberga kyrka ligger i socknen. 

## Administrativ historik
Eldsberga socken har medeltida ursprung.
Vid kommunreformen 1862 övergick socknens ansvar för de kyrkliga frågorna till Eldsberga församling och för de borgerliga frågorna till Eldsberga landskommun.  Denna senare utökades 1952 ock kom sedan 1974 att uppgå i Halmstads kommun. Församlingen uppgick 2006 i Eldsbergabygdens församling som 2013 uppgick i Snöstorps församling.
1 januari 2016 inrättades distriktet Eldsberga, med samma omfattning som församlingen hade 1999/2000.  
Socknen har tillhört fögderier och domsagor enligt Tönnersjö härad. De indelta båtsmännen tillhörde Södra Hallands första båtsmanskompani.

## Geografi och natur
Eldsberga socken ligger söder om Halmstad vid Genevadsån utlopp vid Laholmsbukten. Socknen består av bördig slättbygd med barrskogsbevuxen flygsandsmark vid kusten.
Både Gullbranna naturreservat och Tönnersa naturreservat ingår i EU-nätverket Natura 2000.
Sätesgårdar var Stjärnarps säteri, Stora Fladje herrgård, Stora Böslids herrgård, Andersfälts herrgård och Krontorps herrgård.

## Fornlämningar
Från stenåldern finns flera boplatser och en gånggrift och från bronsåldern finns flera gravrösen.

## Namnet
Namnet (1392 Ygelsbierge) kommer från kyrkbyn. Förleden innehåller mansnamnet Ighil. Efterleden  är biärg, 'berg'.

## Befolkningsutveckling
| Befolkningsutvecklingen i Eldsberga socken 1780–1990                                                    | Befolkningsutvecklingen i Eldsberga socken 1780–1990 | Befolkningsutvecklingen i Eldsberga socken 1780–1990 | Befolkningsutvecklingen i Eldsberga socken 1780–1990 | Befolkningsutvecklingen i Eldsberga socken 1780–1990 |
| --- | ---------------------------------------------------- | ---------------------------------------------------- | ---------------------------------------------------- | ---------------------------------------------------- |
| |                                                      |                                                      |                                                      |                                                      |
| År |                                                      |                                                      | Folkmängd                                            |                                                      |
| 1780 | 1780                                                 |                                                      | 673                                                  |                                                      |
| 1790 | 1790                                                 |                                                      | 631                                                  |                                                      |
| 1800 | 1800                                                 |                                                      | 604                                                  |                                                      |
| 1810 | 1810                                                 |                                                      | 619                                                  |                                                      |
| 1820 | 1820                                                 |                                                      | 660                                                  |                                                      |
| 1830 | 1830                                                 |                                                      | 647                                                  |                                                      |
| 1840 | 1840                                                 |                                                      | 718                                                  |                                                      |
| 1850 | 1850                                                 |                                                      | 781                                                  |                                                      |
| 1860 | 1860                                                 |                                                      | 1 360                                                |                                                      |
| 1870 | 1870                                                 |                                                      | 1 447                                                |                                                      |
| 1880 | 1880                                                 |                                                      | 1 504                                                |                                                      |
| 1890 | 1890                                                 |                                                      | 1 400                                                |                                                      |
| 1900 | 1900                                                 |                                                      | 1 467                                                |                                                      |
| 1910 | 1910                                                 |                                                      | 1 426                                                |                                                      |
| 1920 | 1920                                                 |                                                      | 1 454                                                |                                                      |
| 1930 | 1930                                                 |                                                      | 1 393                                                |                                                      |
| 1940 | 1940                                                 |                                                      | 1 277                                                |                                                      |
| 1950 | 1950                                                 |                                                      | 1 299                                                |                                                      |
| 1960 | 1960                                                 |                                                      | 1 150                                                |                                                      |
| 1970 | 1970                                                 |                                                      | 1 126                                                |                                                      |
| 1980 | 1980                                                 |                                                      | 1 964                                                |                                                      |
| 1990 | 1990                                                 |                                                      | 2 137                                                |                                                      |
| Anm: Källor: Umeå universitet - Tabellverket 1749-1859, Demografiska databasen, CEDAR, Umeå universitet |                                                      |                                                      |                                                      |                                                      |